# .pm
.pm è il dominio di primo livello nazionale assegnato a Saint-Pierre e Miquelon.
Il dominio è riservato a persone e società domiciliate nell'Unione europea, in Islanda, in Liechtenstein, in Norvegia o in Svizzera.